# エルデル・カマラ
エウデル・ペソア・カマラ（Hélder Pessoa Câmara, 1909年2月7日フォルタレザ - 1999年8月27日レシフェ）はブラジルのカトリック教会のオリンダとレシフェの大司教。彼は広く20世紀のカトリックの偉大な人物の1人と考えられている。
彼は1931年8月15日に叙階され、1952年3月3日にリオデジャネイロの補佐司教に推薦され、4月20日バホス・カマラ枢機卿、ロサルヴォ・コスタ・レゴ、ジョルジ・マルコス・オリヴェイラ両司教の按手を受け43歳で司教に叙階された。1964年3月12日にペルナンブーコ州のオリンダとレシフェの大司教に任命され、1985年4月2日に引退するまで続けた。

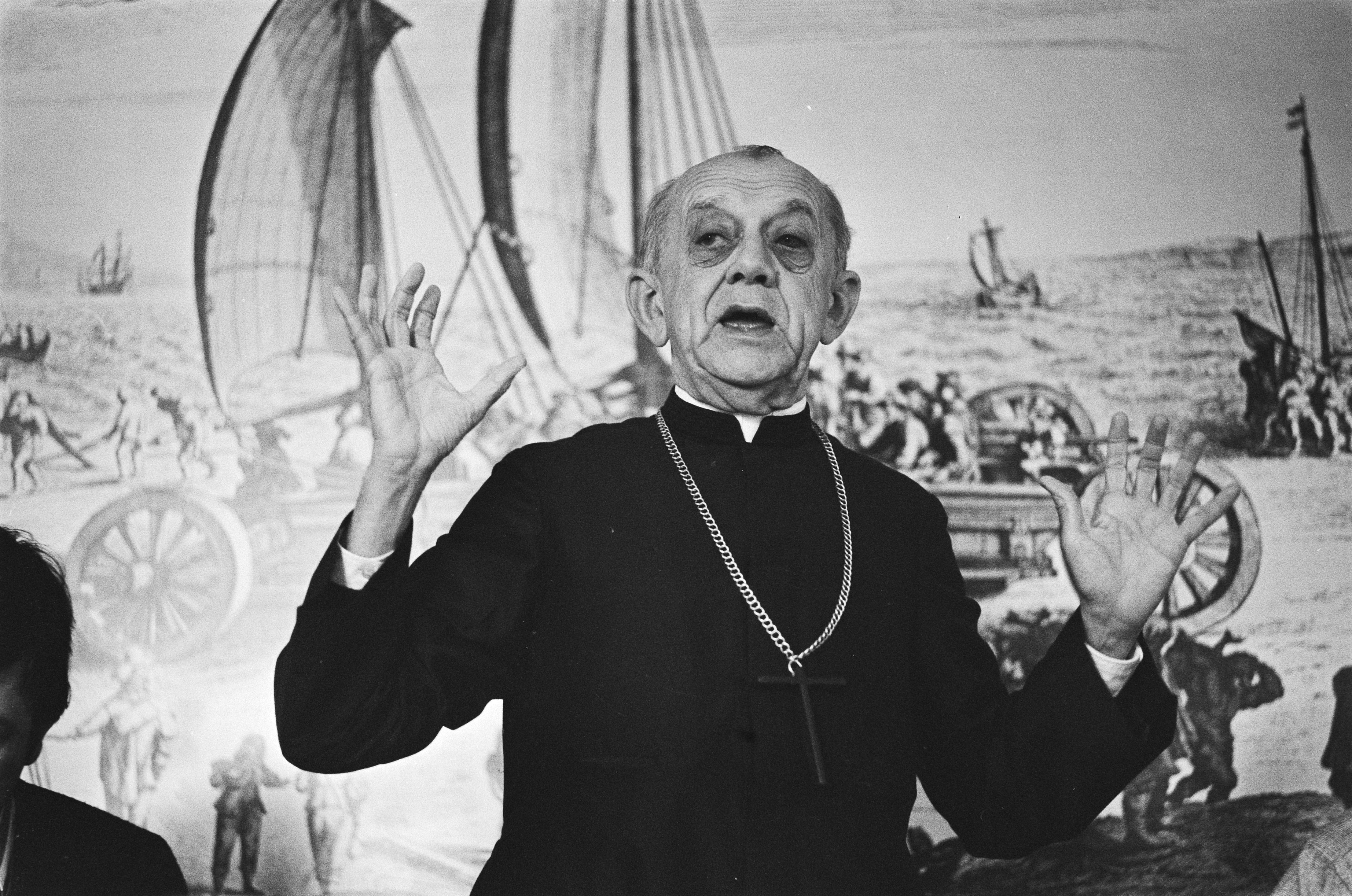
ハーグで説教するカマラ（1984年）

カマラはラテンアメリカの解放の神学の主な先駆けとなり、鉛の時代のブラジルで人権を護り政治的にも注目されるようになった。彼は貧しい者への妥協のない関与で運動に影響を与えたので、彼の神学が後の解放神学者（例えばグスタボ・グティエレス）のそれと同一視されたとしても当然である。彼は1985年に大司教を退き、彼の改革の多くが保守的な後継者によって巻戻されるのを見ながら余生を過ごした。

彼はこの言葉で有名である。
「貧しい者に食物を与えると、人は私を聖者と呼ぶ。なぜ彼らは貧しいのか尋ねると、人は私を共産主義者と呼ぶ」
英語では"When I give food to the poor, they call me a saint. When I ask why they are poor, they call me a communist."
カマラの小冊子『暴力の螺旋』(1971年) はベトナム戦争末期に書かれ、そこで彼は構造的不正（第1段階の暴力）が反乱（第2段階の暴力）とそれに対する抑圧（第3段階の暴力）に繋がる方法であると示すだけでなく、カマラは世界の若者にこれまでの大人が陥ってきたその螺旋を壊すための処置をとるように求めた。この本はイギリスでは約20年の間絶版だったが、カマラの死後に再評価されスキャンされたものがウェブ上で利用可能である。
1973年にカマラは米国友会奉仕団 (AFSC) からノーベル平和賞候補に推薦された。彼は地上の平和賞を受賞した。この賞は1963年のヨハネ23世の回勅『地上の平和』に因んでいる。
カマラはイヴァン・イリイチと個人的に親しい友人だった。

## 著書
- 伊従直子 訳『創造と環境 姉妹なる大地に謳う讃歌』ISBN 9784795230422